# Jacob Barnett
Pour les articles homonymes, voir Barnett.
Jacob L. Barnett, né à Indianapolis le 26 mai 1998, est mathématicien et astrophysicien américain, connu pour avoir été enfant prodige. Il a été impliqué indirectement dans l'affaire médiatisée de Natalia Grace, une jeune fille adoptée par les parents de Jacob, qui a fait l'objet d'une controverse concernant son âge réel et son comportement au sein de la famille.

## Biographie
Jacob Barnett est diagnostiqué autiste de niveau modéré à sévère à 2 ans. Il aurait un QI de 170 et avait adhéré à Intertel et Mensa,. Il a étudié en privé avec ses parents.
À dix ans, il est inscrit à l'université de l'Indiana sans passer par l'école, ayant appris la majorité du programme de mathématiques de son école en deux semaines.
À douze ans, Barnett prétendit via les médias avoir réfuté la théorie de la relativité d'Albert Einstein et qu'il avait élargi celle-ci. Les médias relatent aussi qu'il avait développé une nouvelle théorie de l'astrophysique et qu'il était en chemin pour un prix Nobel. Mais ses théories revendiquées n'ont jamais été publiées, ni soumises à une validation experte, tandis que tous les tests de la relativité ont vérifié la théorie d'Einstein. Après ces apparitions médiatiques, sa mère a écrit un livre sur la parenté (The Spark: A Mother's Story of Nurturing Genius), et un psychologue a écrit un livre sur les enfants prodiges qui l'ont présenté. Après s'être comparé à Albert Einstein et Isaac Newton, Barnett a déclaré qu'il avait résolu un problème et « créé une théorie originale de l'astrophysique », mais cependant il n'y avait eu aucune évaluation par les pairs des idées de Barnett. Sur une actualité locale sur ABC affiliate WEWS-TV, Barnett a déclaré croire qu'une théorie différente de la relativité conventionnelle doit être nécessaire car la lumière doit avoir une masse non nulle afin de conserver l'énergie et l'équivalence masse-énergie. Cependant, selon la physique universitaire de base, les photons, les particules constitutives de la lumière, possèdent déjà une masse non nulle (relativiste) dans la relativité conventionnelle, de telle sorte que l'énergie est conservée, sans avoir besoin de modifications ou d'extensions de la théorie. Bref, les prédictions de la théorie standard correspondent aux données expérimentales de plusieurs domaines de la physique à de nombreux ordres de grandeur, sans nécessiter de modifications.
Une histoire de CTV News a affirmé sans preuve que Barnett "a construit une série de modèles mathématiques qui élargissent le champ de la théorie de la relativité d'Einstein, qui a été décrit par un professeur de l'université de Princeton comme révolutionnaire." Barnett n'a pas réfuté Einstein et n'a pas été pris en considération pour un prix Nobel, d'autres revendications sensationnalistes faites dans ces histoires étaient fausses,.
Une histoire apparaissant pour la première fois dans The Indianapolis Star, et plus tard dans The Blaze, Huffington Post et ailleurs, a affirmé que Barnett travaillait à réfuter la théorie du Big Bang.
À l'âge de 15 ans, il devient étudiant à l'Institut Périmètre de physique théorique de Waterloo en Ontario au Canada et reçoit son diplôme de maîtrise à la fin de l'année 2014. Il soutient sa thèse de doctorat en physique quantique, intitulée Locality and Exceptional Points in Pseudo-Hermitian Physics, en 2023.

## Ouvrage
- (en) Kristine Barnett, The spark : a mother's story of nurturing genius, New York, Random House, 2013, 250 p. (ISBN 978-0-8129-9337-0).